# Akaflieg Berlin A.B.4
Die A.B.4 FF war ein einsitziges Leichtflugzeug der Akademischen Fliegergruppe der Technischen Hochschule Berlin mit dem Luftfahrzeugkennzeichen D-2229.

## Geschichte
Das Flugzeug entstand in Reaktion auf die Ausschreibung eines Leichtflugzeuges durch den Deutschen Luftfahrtverband (DLV). Gebaut in der Akaflieg-Werkstatt auf dem Gelände der Deutschen Versuchsanstalt für Luftfahrt (DVL) fand der Erstflug im Dezember des gleichen Jahres auf dem Flugplatz Berlin-Johannisthal statt. Aus dem Wettbewerb als Sieger hervorgegangen wurde die A.B.4 im Oktober 1932 auf der Deutschen Luftsportausstellung (DELA) in Berlin präsentiert, um dem preiswerten Motorflug in Deutschland Impulse zu verleihen. Infolge der Wirtschaftskrise fruchteten diese Bemühungen nicht, so dass keine weiteren Exemplare gebaut wurden. Nachdem das Flugzeug bis November 1933 im Verein geflogen war, musste es gemeinsam mit den anderen Motorflugzeugen an den umstrukturierten DLV abgegeben werden.

## Konstruktion
Das Flugzeug wurde von Martin Schrenk, Walter Stender und Gerald Klein nach den DVL-Vorschriften für beschränkt kunstflugfähige Flugzeuge entworfen. Der abgestrebte Hochdecker mit für den Straßentransport von einer Person anklappbaren stoffbespannten Tragflächen und sechseckigem Rumpf ist für ein Bruchlastvielfaches von 8g ausgelegt. Das Fahrwerk besteht aus einem gefederten zweirädrigen Fahrgestell vorn und einem Schleifsporn.
Um die Schwingungen des unruhig laufenden Daimler-Motors von der Rumpfstruktur zu entkoppeln, wurde der Motorblock gelenkig gelagert. Einen Nachbau in Vereinen sollte der einfache Aufbau von Rumpf und Tragfläche aus Holz in Standardgrößen – im Wesentlichen 6 mm dicke Kiefernlamellen und 1 mm-Sperrholzplatten – fördern. Die Fertigung komplizierter Teile wie der Holmbeschläge war in Serie in spezialisierten Werkstätten vorgesehen.
Das Flugzeug ist durch zahlreiche Öffnungen wartungsfreundlich gestaltet. So kann man hinter dem klappbaren Pilotensitz in den Rumpf bis fast zum Leitwerk gelangen. Einbauten der Flugzeugsteuerung wie Seilumlenkrollen sind teilweise sogar im Flug einsehbar.

## Technische Daten
| Kenngröße             | Daten                                |
| --------------------- | ------------------------------------ |
| Besatzung             | 1                                    |
| Länge                 | 5,70 m                               |
| Spannweite            | 9,00 m                               |
| Höhe                  | 2,40 m                               |
| Flügelfläche          | 10,0 m²                              |
| Flügelstreckung       | 8,1                                  |
| Nutzlast              | 100 kg                               |
| Leermasse             | 185 kg                               |
| Flugmasse             | 285 kg                               |
| Landegeschwindigkeit  | 60 km/h                              |
| Höchstgeschwindigkeit | 125 km/h                             |
| Dienstgipfelhöhe      | 3500 m                               |
| Reichweite            |                                      |
| Triebwerke            | 1 × Daimler F 7502a, 14,7 kW (20 PS) |

## Vergleichbare Typen
- Hermann Mayer MM 1